# Aphrophila aurantiaca
Aphrophila aurantiaca är en tvåvingeart som beskrevs av Alexander 1944. Aphrophila aurantiaca ingår i släktet Aphrophila och familjen småharkrankar. Inga underarter finns listade i Catalogue of Life.